# Molène thapsus
Verbascum thapsus · Molène Bouillon-blanc, Grande molène, Bouillon-blanc, Herbe de saint Fiacre
Espèce
Classification APG III (2009)

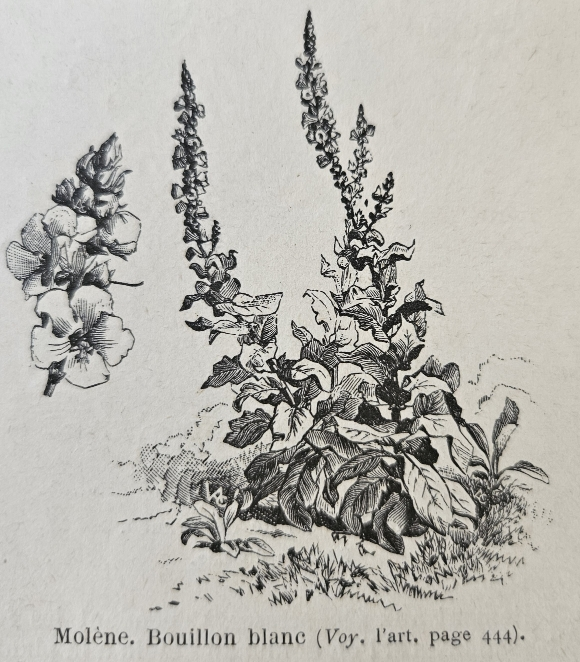
Illustration de la Molène Bouillon blanc dans l'ouvrage Vilmorin 1925

La Molène Bouillon-blanc (Verbascum thapsus L.), herbe de Saint-Fiacre en Europe ou grande molène au Canada, est une espèce de plantes bisannuelles qui fait partie des Molènes de la famille des Scrophulariaceae. C'est une plante médicinale traditionnelle. La hampe était utilisée au Moyen Âge comme torche. Les feuilles étaient enlevées et la tige enduite de poix, d'où le surnom de cierge de Notre-Dame donné à la plante, parmi de nombreux autres.

## Description

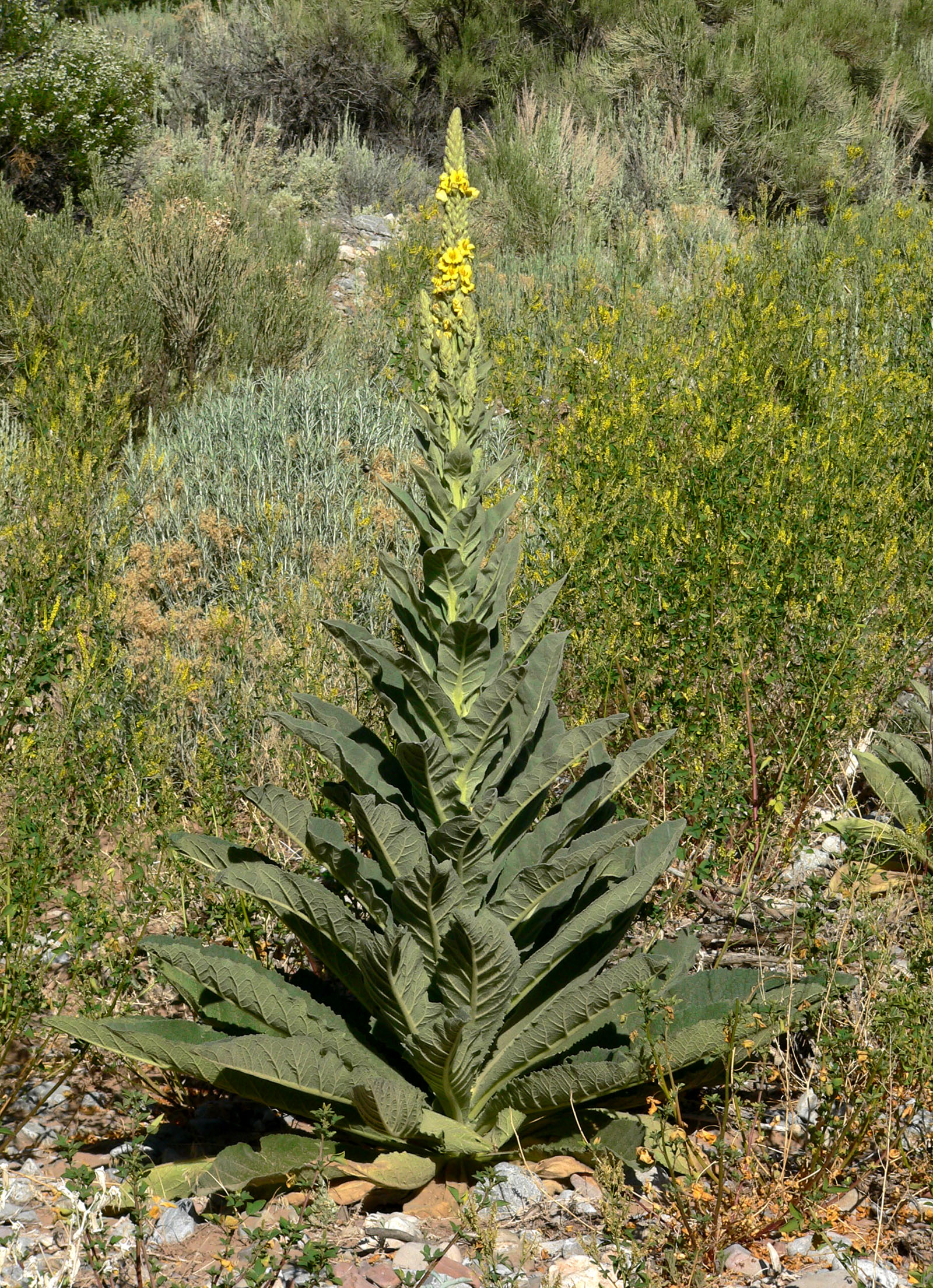

Verbascum thapsus est une plante dicotylédone qui produit une rosette de feuilles dans sa première année de croissance,. Les feuilles sont grandes, pouvant atteindre 50 cm de long. La deuxième année, les plantes produisent généralement une seule tige ramifiée atteignant habituellement 1 à 2 m de haut. Dans l'Est de sa répartition en Chine, elle ne dépasse pas 1,5 m de hauteur. La haute hampe se termine en un épi dense de fleurs qui peuvent occuper jusqu'à la moitié de la longueur de la tige. Toutes les parties de la plante sont couvertes de poils en forme d'étoile. Cette couverture est particulièrement épaisse sur les feuilles, leur donnant un aspect argenté. Le nombre de chromosomes de l'espèce est 2n = 36.
Sur les plantes fleuries, les feuilles sont alternes le long de la tige. Elles sont épaisses et décurrentes, avec de nombreuses variations dans la forme entre les feuilles supérieures et les feuilles inférieures de la tige, allant de oblongues à oblancéolées, et atteignant 50 cm de long et 14 cm de large.  Elles deviennent plus petites en haut de la tige, et moins fortement décurrentes vers le bas. La tige florale est solide, d'un diamètre compris entre 2 et 2,5 cm et, occasionnellement, ramifiée juste au-dessous de l'inflorescence, généralement à la suite de dommages (cassures…). Après la floraison et la libération des graines, la tige et les fruits persistent généralement en hiver après s'être desséchés. Les tiges sèches sont le plus souvent brun foncé, et persistent souvent jusqu'au printemps suivant, voire l'été suivant. La plante produit une racine pivotante peu profonde.
Les fleurs sont pentamères, avec cinq étamines attachées aux pétales, un tube du calice à cinq lobes et une corolle à cinq pétales, jaune vif, mesurant 1,5 à 3 cm de diamètre. Les fleurs sont presque sessiles, avec un pédicelle très courts (2 mm). Les cinq étamines sont de deux types : les trois étamines supérieure sont plus courtes, leurs filets couverts de poils jaunes ou blanchâtres, et ont des anthères plus petites, alors que les deux inférieures ont des filets glabres et des anthères plus grandes. La plante produit des capsules ovoïdes de petite taille (6 mm) qui s'ouvrent par deux valves ; chaque capsule contient un grand nombre de minuscules graines brunes, chacune mesurant moins d'un millimètre, marquées par des crêtes longitudinales. Il existe une forme à fleurs blanches, V. thapsus f. candicans. La floraison dure jusqu'à trois mois, du début à la fin de l'été (juin à août dans le nord de l'Europe). La floraison commence en bas de l'épi et progresse de façon irrégulière vers le haut ; chaque fleur s'ouvre pendant une partie d'une journée et seules quelques-unes sont ouvertes en même temps sur la tige.

## Distribution
L'aire de répartition spontanée de Verbascum thapsus est vaste et inclut l'Europe, l'Afrique du Nord et l'Asie, depuis les Açores, les îles Canaries et les îles Britanniques à l'ouest jusqu'à la Chine à l'est, et depuis la Scandinavie et la Sibérie au nord jusqu'à l'Himalaya au sud,,. Dans le nord de l'Europe, elle pousse depuis le niveau de la mer jusqu'à 1 800 mètres d'altitude, tandis qu'en Chine on la trouve entre 1400 et 3 200 mètres d'altitude.
Elle a été introduite dans les régions tempérées du globe, et s'est établie comme adventice en Australie, en Nouvelle-Zélande, en Asie tropicale, à La Réunion, en Amérique du Nord, à Hawaii, au Chili, à Hispaniola et en Argentine,,,. Elle a également été signalée au Japon.

## Écologie
Le Bouillon blanc est une plante bisannuelle qui a besoin généralement d'une dormance hivernale avant la floraison. Cette dormance est liée à la dégradation de l'amidon activée par des températures basses dans la racine, et une application de gibbérellines permet de contourner cette exigence. Les graines germent presque exclusivement dans un sol nu, à des températures comprises entre 10 °C et 40 °C. Bien qu'elles puissent germer dans l'obscurité totale si les conditions nécessaires sont présentes (les essais donnent un taux de germination de 35 % dans des conditions idéales), dans la nature, elles ne germent que lorsqu'elles sont exposées à la lumière, ou très près de la surface du sol, ce qui explique les préférences de la plante en termes d'habitats. Si la plante peut aussi pousser dans les zones où il existe déjà une végétation peu importante, la croissance des rosettes sur un sol nu est de quatre à sept fois plus rapide.
Les graines germent au printemps et en été. Celles qui germent à l'automne produisent des plantes qui peuvent passer l'hiver si elles sont assez grandes, mais des rosettes de moins de 15 cm de diamètre meurent en hiver. Après la floraison, la plante entière meurt le plus souvent à la fin de sa deuxième année, mais certains individus, surtout dans les zones septentrionales de la répartition, nécessitent une plus longue période de croissance et fleurissent dans leur troisième année. Dans de meilleures conditions de croissance, certains individus fleurissent dans la première année. Il semble que les individus triannuels produisent moins de graines que les bisannuels et les annuels. Alors que l'année de la floraison et la taille sont liés à l'environnement, la plupart des autres caractéristiques semblent avoir une origine génétique.
Une fleur donnée est ouverte pendant une seule journée, s'ouvrant avant l'aube et se fermant dans l'après-midi. Les fleurs sont autogames et protogynes (les pièces femelles arrivent à maturité avant les mâles), et s'auto-polliniseront si elles n'ont pas été fécondées par des insectes durant la journée. Alors que de nombreux insectes visitent les fleurs, seules quelques espèces d'abeilles permettent effectivement la pollinisation. Parmi les visiteurs, on trouve des halictides et des syrphes. Les poils sur les étamines inférieures peuvent servir de points d'appui pour les insectes.
Les graines conservent leur pouvoir germinatif pendant des décennies, jusqu'à une centaine d'années, selon certaines études. Pour cette raison, et parce que la plante produit énormément de graines (chaque plante produit des centaines de capsules, chacune contenant jusqu'à 700 graines, avec un total allant jusqu'à 180 000, ou 240 000 graines), elles restent dans le sol pendant de longues périodes, et peuvent germer à partir du sol, apparemment nu, ou peu après des incendies de forêt. La population se compose généralement d'une population adulte éphémère suivie par une longue période de dormance sous forme de graines. Le Bouillon blanc s'établit rarement sur de nouveaux espaces sans intervention humaine, car ses graines ne se dispersent pas très loin. La dispersion des graines nécessite que la tige soit transportée par le vent ou des animaux ; 75 % des graines tombent à moins d'un mètre de la plante mère, et 93 % tombent à moins de cinq mètres.
Les graines sont généralement trop petites pour être consommées par les oiseaux. Certaines espèces d'oiseaux ont été observées consommant les feuilles (la Bernache néné) ou les fleurs, ou recherchant des insectes hébergés par la plante (le Pic à tête blanche
).

### Entomofaune
Les abeilles du genre Anthidium utilisent les poils de V. thapsus (ainsi que ceux de diverses plantes laineuses) pour faire leurs nids. 

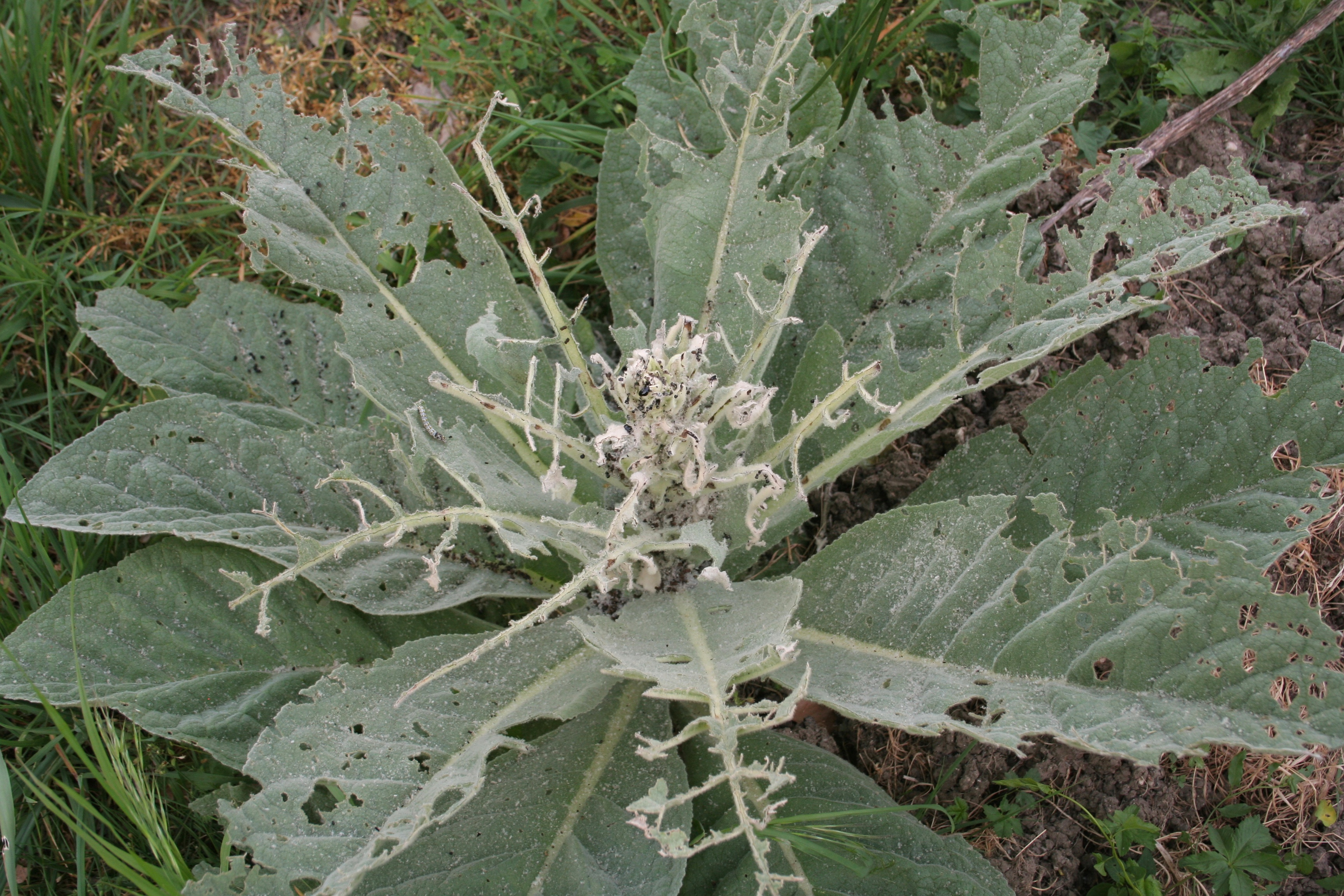
Rosette de feuilles dévorées par les chenilles de cucullie

C'est une plante hôte pour de nombreux insectes. Parmi ceux-ci, les chenilles de la cucullie du bouillon blanc se nourrissent des feuilles lors de leur cycle de développement avant de se laisser tomber au sol et d'effectuer leur nymphose dans des cocons enterrés.

## Taxonomie et nomenclature
Dans le cadre de la nomenclature botanique, Verbascum thapsus a été décrite pour la première fois par Linné dans son Species Plantarum paru en 1753. L'épithète spécifique thapsus a été emprunté à Théophraste ( θάψος, thapsos) qui l'employait pour désigner une herbe non spécifiée de la ville grecque antique de Thapsos, près de la Syracuse actuelle en Sicile, bien qu'elle soit souvent assimilée à Thapsus, ancienne ville de Tunisie. Dans le genre Verbascum, l'espèce est classée dans la section Bothrosperma subsect. Fasciculata.
À l'époque, aucun spécimen type n'a été spécifié, cette pratique n'étant apparue que plus tard, au cours du XIXe siècle. Quand un lectotype (type sélectionné parmi les échantillons originels) a été désigné, il a été assigné au spécimen 242.1, l'unique spécimen de Verbascum thapsus de l'herbier de Linné. L'espèce avait été auparavant désignée comme l'espèce type du genre Verbascum. Les plantes européennes montrent d'importantes variations phénotypiques, ce qui a conduit à donner à la plante de nombreux synonymes au fil des années,. Les populations introduites en Amérique sont beaucoup plus homogènes.
Spécimens types :
- Lectotype: (LINN-242.1). Désigné par L. H. Cramer, in Dassanayake & Fosberg, A Revised Handbook to the Flora of Ceylon 3: 389 (1981)[33].

- Synonymes scientifiques :
  - Verbascum lanatum Gilib[34].
  - Verbascum simplex Hoffmanns. & Link[34]

### Sous-espèces et hybrides
Il existe trois sous-espèces :
- Verbascum thapsus subsp. thapsus; type, commun.
- Verbascum thapsus subsp. crassifolium (Lam.) Murb.; région méditerranéenne, jusqu'à 2 000 mètres dans le sud-ouest de l'Autriche[35] (syn. subsp. montanum (Scrad.) Bonnier & Layens).
- Verbascum thapsus subsp. giganteum (Willk.) Nyman; Espagne, endémique.

Chez toutes les sous-espèces, à l'exception du type, les étamines inférieures sont aussi pileuses  (avec de rares poils longs et souples). Chez la sous-espèce crassifolium, la pilosité est moins dense et souvent absente dans la partie supérieure des anthères, et les feuilles inférieures sont à peine décurrentes avec un pétiole plus long, tandis que chez la sous-espèce giganteum, les poils sont densément tomenteux et blancs, et les feuilles inférieures nettement décurrentes. La sous-espèce crassifolium diffère également du type par ses fleurs légèrement plus grandes, de 15 à 30 mm de diamètre contre 12 à 20 mm chez le type.
| Nom de l'hybride                 | Autre espèce parente    | Notes                                                       |
| -------------------------------- | ----------------------- | ----------------------------------------------------------- |
| Verbascum ×duernsteinense Teyber | Verbascum speciosum     |                                                             |
| Verbascum ×godronii Boreau       | Verbascum pulverulentum |                                                             |
| Verbascum ×kerneri Fritsch       | Verbascum phlomoides    |                                                             |
| Verbascum ×lemaitrei Boreau      | Verbascum virgatum      |                                                             |
| Verbascum ×pterocaulon Franch.   | Verbascum blattaria     |                                                             |
| Verbascum ×thapsi L.             | Verbascum lychnitis     | syn. Verbascum ×spurium W.D.J.Koch, possible nomen ambiguum |
| Verbascum ×semialbum Chaub.      | Verbascum nigrum        |                                                             |
| none                             | Verbascum pyramidatum   |                                                             |

Les deux sous-espèces giganteum et crassifolium ont été décrites à l'origine en tant qu'espèces. Parmi les autres sous-espèces qui n'ont pas été généralement reconnues figurent la sous-espèce martinezii (Valdés) A.Galán et J.A.V.Orellana (=Verbascum giganteum subsp. martinezii Valdés), la sous-espèce litigiosum (=Verbascum litigiosum Samp.) et la sous-espèce langei.
La plante est également à l'origine de plusieurs hybrides (Cf. tableau). Parmi ceux-ci, le plus commun est Verbascum × semialbum Chaub. (× Verbascum nigrum). Tous ont une répartition eurasienne et trois d'entre eux, Verbascum × kerneri Fritsch, Verbascum × pterocaulon Franch. et Verbascum × thapsi L. (syn. Verbascum × spurium W.D.J.Koch), ont également été signalés en Amérique du Nord,.

### Dénominations
- Nom scientifique valide : Verbascum thapsus  L.[42] ;
- Nom vulgaire (vulgarisation scientifique) recommandé ou typique en français : Molène Bouillon blanc, en France métropolitaine[43],[44],[45] ou Grande molène selon l'Inventaire des mauvaises herbes du Canada (2003)[46],[45], Molène thapsus ou Bouillon blanc en Suisse[47] ;
- Autres noms vulgaires : Bouillon blanc commun[48], Molène thapsus[48], Molène vulgaire (peu usité, latinisme à éviter[43])[46],[45] ;
- Noms vernaculaires (langage courant), pouvant désigner éventuellement d'autres espèces : blanc-de-mai[48], bonhomme[43],[46],[45], bouillon-blanc (ou bouillon blanc)[43],[46],[45], bouillon-jaune[réf. souhaitée], cierge de Notre-Dame[48], herbe à bonhomme[48], herbe de saint Fiacre[43],[48],[44], molène[48], oreille-de-loup[43],[48], tabac du diable[43],[46],[45].
- En allemand Kleinblütige Königskerze, en italien Verbasco tasso barbasso[47].

## Utilisations
Le Bouillon blanc a été utilisé depuis longtemps comme un remède pour la peau, la gorge et les affections respiratoires. Il a longtemps eu une réputation médicinale, en particulier comme astringent et émollient, car il contient du mucilage, des saponines, de la coumarine et des glycosides. Dioscoride le recommandait pour les maladies des poumons et il est aujourd'hui largement disponible dans les herboristeries. Les utilisations non médicales incluent des teintures et la fabrication de torches.

### Utilisations médicales

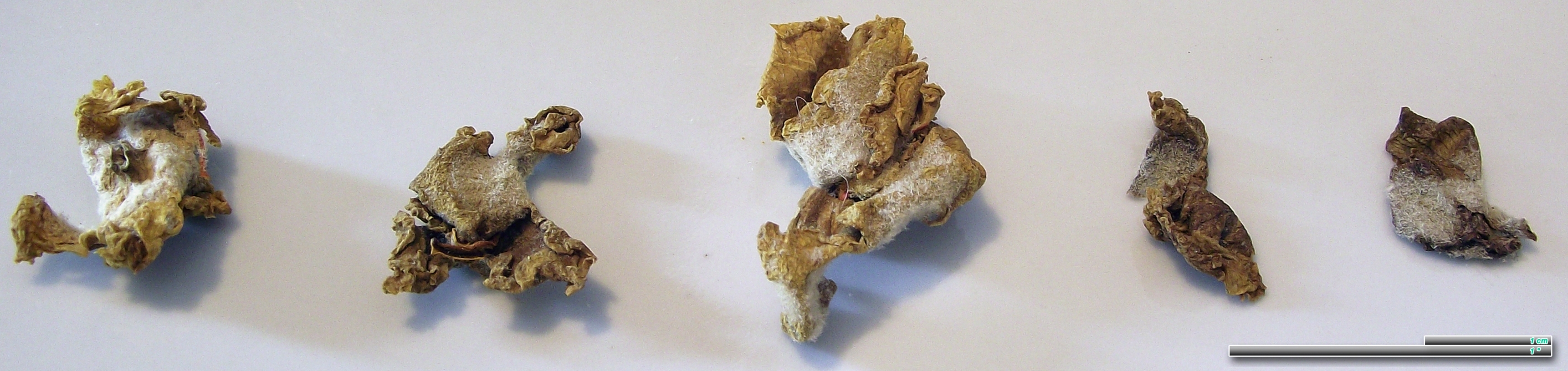
Verbasci flos : Les fleurs séchées de la Molène thapsus, utilisées dans la préparation de tisanes.

Dioscoride recommandait la plante il y a 2 000 ans, contre les maladies pulmonaires. Des décoctions et infusions de feuilles ont été utilisées pour l'expectoration, la toux sèche, la bronchite, les maux de gorge et les hémorroïdes[réf. nécessaire]. Les feuilles étaient également fumées pour traiter les affections pulmonaires, une tradition qui en Amérique a été rapidement transmise aux peuples autochtones, qui l'utilisait déjà contre l'asthme. 
La combinaison de saponines expectorantes et du mucilage émollient rendrait la plante utilisable contre la toux[réf. nécessaire]. Toutes les préparations destinées à être bues doivent être finement filtrées pour éliminer les poils irritants.
Les fleurs séchées sont associées à celles de Coquelicot, de Mauve et de Tussilage dans la célèbre tisane des « quatre fleurs » utilisée dans les affections trachéo-bronchiques : toux, catarrhes et asthme. Une variante de cette tisane comprend sept plantes mélangées à parts égales : mauve, guimauve, gnaphale, tussilage, coquelicot, violette et bouillon-blanc[réf. souhaitée].
Les feuilles ou fleurs bouillies dans du lait en cataplasme sont réputées pour résorber les petites hémorroïdes et irritations cutanées.
L'huile essentielle de la fleur était utilisée contre les catarrhes et les coliques, et, en Allemagne, contre les otites, les engelures, l'eczéma et d'autres affections externes. L'application locale de diverses préparations à base de V. thapsus a été utilisée pour le traitement de la gale, de brûlures, des hémorroïdes, entre autres,. Des études récentes ont constaté que le Bouillon blanc contient des composés de type glycyrrhizine ayant une potentielle action bactéricide et anti-tumorale[réf. nécessaire]. Ces composés sont concentrés dans les fleurs. Différents extraits ont des niveaux variables d'activité contre les bactéries. La Commission E allemande a autorisé l'usage médicinal de la plante contre les catarrhes. Elle a également fait partie de la pharmacopée nationale aux États-Unis et au Royaume-Uni. Les feuilles de la plante, ainsi que les semences, contiennent de la roténone, en quantités inconnues.

### Autres utilisations
Comme beaucoup d'anciennes plantes médicinales (Pline l'Ancien le décrit dans son Histoire naturelle), le Bouillon Blanc était lié aux sorcières, bien que la relation soit restée généralement ambiguë, et la plante a également été largement réputée pour conjurer les malédictions et les mauvais esprits,,,. Les graines contiennent plusieurs composés (saponines, glucosides, coumarine, roténone) qui provoquent des problèmes respiratoires chez les poissons, et ont été largement utilisées comme piscicide pour la pêche,.
Les fleurs fournissent des colorants jaune vif ou vert, qui ont été utilisés pour la teinture des cheveux, et comme plante tinctoriale pour les textiles. Les feuilles séchées et les poils étaient transformés en mèches de bougies ou mises dans les chaussures pour aider à les isoler. Les tiges séchées étaient également trempées dans le suif ou la cire pour faire des torches,. En raison de sa réputation de mauvaise herbe, la plante, contrairement à d'autres espèces du genre (telles que Verbascum phoeniceum), n'est pas souvent cultivée.
Il est aussi utilisé dans des macérations pour la fabrication du schnaps[réf. nécessaire] et du sirop de bouillon blanc.
Observée au 15 août, la molène permettrait de prévoir les chutes de neige entre l'automne et le printemps suivants, selon le Bavarois Josef Haslinger,.

## Photos

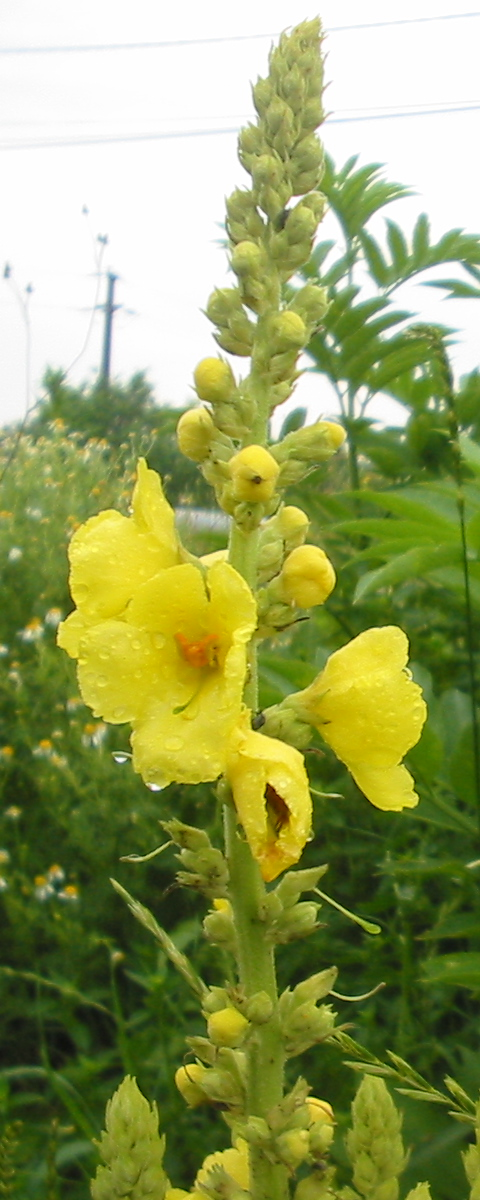
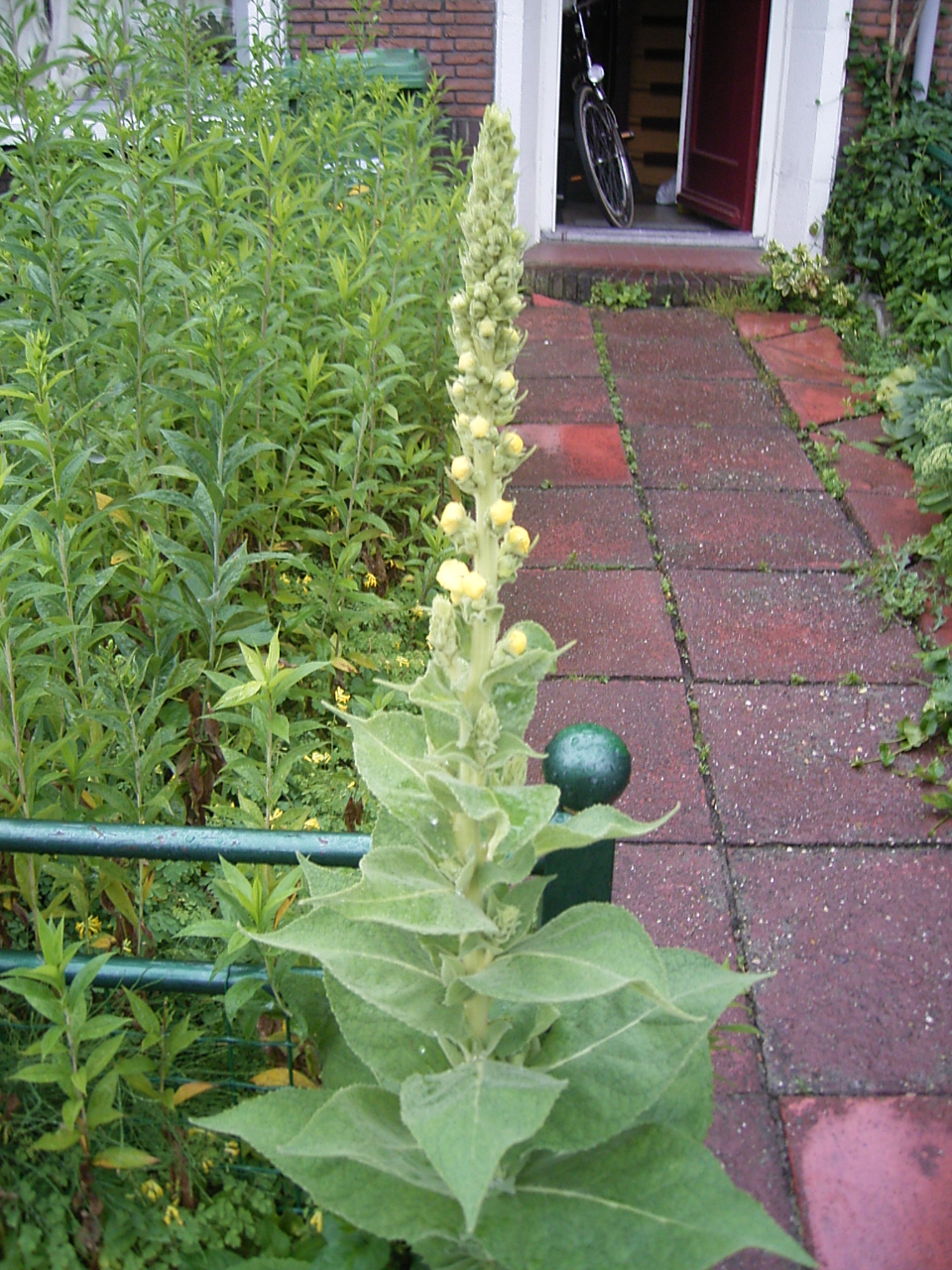
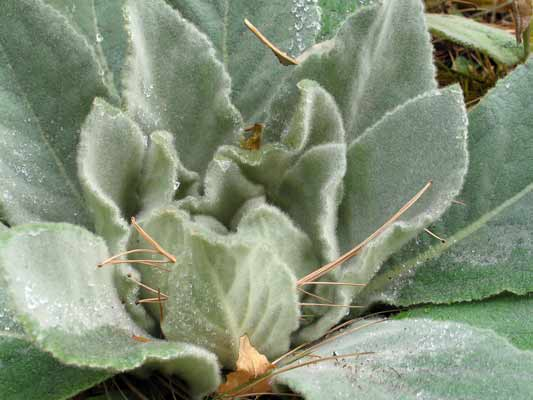
Rosette de feuilles